# Анткрува
Анткрува (ест. Antkruva), також Андрікова (ест. Andrikova) — село в Естонії, входить до складу волості Меремяе, повіту Вирумаа.